# Équipe du Mali féminine de handball
Dernière mise à jour : 1er juin 2020.
L'équipe du Mali féminine de handball représente le Mali lors des compétitions internationales de handball.

## Histoire
La sélection fait une apparition aux Jeux africains en 2015, terminant 9e de la compétition.